# 我將在明日逝去，而妳將死而復生
《我將在明日逝去，而妳將死而復生》是撰寫，H2SO4繪製插畫的日本輕小說作品。由電擊文庫發行，全3卷。第十九回電擊小說大賞金獎得獎作品，2014年這本輕小說真厲害！新作部門第十名。

## 作品概述
坂本秋月天生有著一副凶惡長相，使得他在學校顯得格格不入。
某天晚上，他目擊到一位少女發生意外，因此遭到神祕人物逼迫做出致命選擇……
「你願意用你的一半壽命去拯救她嗎？」秋月犧牲自己的壽命救回了少女「夢前光」……
卻不知為何每隔一天，光的人格就會進入秋月的身體──！
於是展開了雙心同體的交換日記生活。光的人格喜歡惡作劇，引發了一連串的驚人風波，
並逐漸凝聚起友誼，讓秋月原本萎靡不振的人生急遽產生變化！
然而，這樣的每一天也隨著光過去認識的超級帥哥登場而山雨欲來──
只能在交換日記中相見的「一匹狼的我」與「令人惋惜的她」交織而成的人格轉換青春物語！

## 登場角色

### 主要角色
坂本秋月
本作男主角。櫻姬高校二年二班。
容貌十分嚇人，看來就像不良學生一樣。
以自己壽命的一半作為代價而救回了瀕死的光，結果每隔一天他的人格都會被光的人格所取代。
膽小的處男。
夢前光
本作女主角。瀧王高校二年一班。
由於某件事情死去的少女，藉由每隔一天取代秋月的人格以重新復活在這個世界上。
某種層面上有種悲劇文學少女的感覺。

### 神路中學
坂本雪瑚
一年九班。秋月的妹妹。
最喜歡哥哥，但是他本人似乎沒有發覺。真實身分是某出版社小說比賽得獎出道的作家，至於內容是……。

### 櫻姬高校
真田霞
二年二班。
曾被在秋月身體裡的光所假扮成的迷之英雄將其從危機中拯救出來，暗戀秋月的成熟同班同學。
雖然不擅長戀愛但是非常有頭腦。
日雲史黛拉
保健室老師。秋月常常跑來諮詢。
總是穿著性感的衣服，喜歡冷笑話連發與惡作劇，另一方面卻也可以提供一些脫俗的生死觀。

### 瀧王高校
風城隆行
二年一班。
與光就讀同一間學校的清新美男子，與光的關係成謎。似乎在密謀著令人不安的「復仇」，令秋月十分苦惱。

## 出版書籍
我將在明日逝去，而妳將死而復生
| 集數 | ASCII Media Works | ASCII Media Works      | 台灣角川       | 台灣角川               |
| 集數 | 發售日期          | ISBN                   | 發售日期       | ISBN                   |
| ---- | ----------------- | ---------------------- | -------------- | ---------------------- |
| 1    | 2013年2月10日     | ISBN 978-4-04-891329-4 | 2014年4月29日  | ISBN 978-986-325-899-5 |
| 2    | 2013年6月7日      | ISBN 978-4-04-891599-1 | 2014年8月14日  | ISBN 978-986-366-079-8 |
| 3    | 2013年10月10日    | ISBN 978-4-04-866024-2 | 2014年11月27日 | ISBN 978-986-366-216-7 |

我將在明日逝去，而妳將死而復生 ～Sunrise & Sunset Story～
| 冊數 | ASCII Media Works | ASCII Media Works      | 台灣角川      | 台灣角川               |
| 冊數 | 初版發售日期      | ISBN                   | 發售日期      | ISBN                   |
| ---- | ----------------- | ---------------------- | ------------- | ---------------------- |
| 1    | 2014年11月8日     | ISBN 978-4-04-869063-8 | 2015年5月13日 | ISBN 978-986-366-507-6 |